# Línea 15 (TUC Pamplona)
| 15 | Pablo Sarasate ↔ Ardoi — Zizur Nagusia Pablo Sarasate ↔ Ardoy — Zizur Mayor |

La línea 15 del Transporte Urbano Comarcal de Pamplona (EHG/TUC) es una línea de autobús urbano que conecta el barrio de Ardoy, en Zizur Mayor con el centro de Pamplona. Además, tiene una extensión que enlaza Ardoy con la urbanización de Zizur Mayor.
A lo largo de su recorrido conecta lugares importantes como la iglesia de San Nicolás, el parque de la Taconera, el Palacio de Navarra, el Palacio Baluarte, la plaza Príncipe de Viana, la estación de autobuses de Pamplona, la Ciudadela de Pamplona, el parque Yamaguchi, el Complejo Hospitalario de Navarra, la Universidad de Navarra y la iglesia de San Andrés.

## Historia
La línea empezó como una concesión de transporte interurbano de viajeros entre Zizur e Pamplona, concedida a la empresa La Villavesa SA en 1930. Tenía el número 11, y acababa en la calle Yanguas y Miranda.
En 1969, tras el cierre de La Villavesa SA, la línea pasa a manos de La Montañesa SA.
En 1999, con la unificación del Transporte Urbano Comarcal, recibió el número 15 y se modificó el recorrido por el centro.
En abril de 2010 se amplió la línea hasta Ardoi, dejando el recorrido por la urbanización a la línea 18.
Para paliar la falta de transporte público entre los núcleos de Zizur, antiguamente realizado por la línea 24, en la primavera de 2017 se creó una extensión desde Ardoy hasta la urbanización.

## Explotación

### Frecuencias
La línea está operativa todos los días del año. Estas son las frecuencias:
- Laborables: 20' (de 06:30 a 22:30)
- Sábados: 20' (de 06:30 a 22:30)
- Domingos y festivos: 30' (de 06:30 a 22:30)

### Recorrido
Todos los autobuses realizan todo el recorrido.

## Paradas
|  | Parada                                            | Parada | Parada | Parada | Parada                                                   | Municipio   | Correspondencia                          |
|  | ------------------------------------------------- | ------ | ------ | ------ | -------------------------------------------------------- | ----------- | ---------------------------------------- |
|  | Paseo de Sarasate (Iglesia de San Nicolás)        |        | ■      |        | Sarasatearen Pasealekua (San Nikolasen Eliza)            | Pamplona    | 3 8 10                                   |
|  | Calle Navas de Tolosa (Hotel Tres Reyes)          |        | ■      |        | Tolosako Navas Kalea (Hiru Erregeen Hotela)              | Pamplona    | 3 4 8 10 16 17 21                        |
|  | Avenida de Pio XII (Calle Monasterio de Urdax)    |        | ■      |        | Pio XIIaren Etorbidea (Urdazubiko Monasterioa Kalea)     | Pamplona    | 4 18                                     |
|  | Avenida de Pio XII nº18                           |        | ■      |        | Pio XIIaren Etorbidea 18                                 | Pamplona    | 2 4 18                                   |
|  | Avenida de Pio XII nº30                           |        | ■      |        | Pio XIIaren Etorbidea 30                                 | Pamplona    | 2 4 18                                   |
|  | Avenida de Pio XII (Clínica Universitaria)        |        | ■      |        | Pio XIIaren Etorbidea (Unibertsitatea Klinika)           | Pamplona    | 2 4 18                                   |
|  | Avenida de Aróstegui (Puente de Echavacóiz)       |        | ■      |        | Arostegiko Etorbidea (Etxabakoitzko Zubia)               | Pamplona    | 2 18                                     |
|  | Avenida de Aróstegui (frente Inquinasa)           |        | ■      |        | Arostegiko Etorbidea (Inquinasaren parean)               | Pamplona    | 2 18                                     |
|  | Avenida de Aróstegui nº34                         |        | ■      |        | Arostegiko Etorbidea 34                                  | Pamplona    | 18                                       |
|  | Avenida de Estella nº18                           |        | ■      |        | Lizarrako Etorbidea 18                                   | Zizur Mayor | 18                                       |
|  | Avenida de Belascoáin nº2                         |        | ■      |        | Beraskoaingo Etorbidea 2                                 | Zizur Mayor |                                          |
|  | Avenida de Belascoáin nº30                        |        | ■      |        | Beraskoaingo Etorbidea 30                                | Zizur Mayor |                                          |
|  | Avenida de Belascoáin (frente nº73)               |        | ■      |        | Beraskoaingo Etorbidea (73aren parean)                   | Zizur Mayor |                                          |
|  | Avenida de Belascoáin (Calle Saguesgaña)          |        | ■      |        | Beraskoaingo Etorbidea (Saguesgaña Kalea)                | Zizur Mayor |                                          |
|  | Calle Saguesgaña (Calle Ikortebidea)              |        | ■      |        | Saguesgaña Kalea (Ikortebidea)                           | Zizur Mayor |                                          |
|  | Calle Saguesgaña (Arrobia)                        |        | ■      |        | Saguesgaña Kalea (Arrobia)                               | Zizur Mayor |                                          |
|  | Ronda San Cristóbal (Rotonda de Salida)           |        | •      |        | San Kristobalaren Ingurubidea (Irteereko Birbilgunea)    | Zizur Mayor | 18                                       |
|  |                                                   |        |        |        |                                                          |             |                                          |
|  | Ronda San Cristóbal (Rotonda de Salida)           |        | •      |        | San Kristobalaren Ingurubidea (Irteereko Birbilgunea)    | Zizur Mayor | 18                                       |
|  | Calle Saguesgaña (Arrobia)                        |        | ■      |        | Saguesgaña Kalea (Arrobia)                               | Zizur Mayor |                                          |
|  | Avenida de Belascoáin (Calle Saguesgaña)          |        | ■      |        | Beraskoaingo Etorbidea (Saguesgaña Kalea)                | Zizur Mayor |                                          |
|  | Avenida de Belascoáin nº73                        |        | ■      |        | Beraskoaingo Etorbidea 73                                | Zizur Mayor |                                          |
|  | Avenida de Belascoáin (Calle Ardoi)               |        | ■      |        | Beraskoaingo Etorbidea (Ardoi Kalea)                     | Zizur Mayor |                                          |
|  | Avenida de Belascoáin (Plaza Artzarapea)          |        | ■      |        | Beraskoaingo Etorbidea (Artzarapea Plaza)                | Zizur Mayor |                                          |
|  | Avenida de Estella (frente nº18)                  |        | ■      |        | Lizarrako Etorbidea (18aren parean)                      | Zizur Mayor | 18                                       |
|  | Avenida de Aróstegui (frente nº34)                |        | ■      |        | Arostegiko Etorbidea (34aren parean)                     | Pamplona    | 18                                       |
|  | Avenida de Aróstegui nº7                          |        | ■      |        | Arostegiko Etorbidea 7                                   | Pamplona    | 2 18                                     |
|  | Avenida de Pio XII (frente Clínica Universitaria) |        | ■      |        | Pio XIIaren Etorbidea (Unibertsitatea Klinikaren parean) | Pamplona    | 2 4 18                                   |
|  | Avenida de Pio XII nº41                           |        | ■      |        | Pio XIIaren Etorbidea 41                                 | Pamplona    | 2 4 18                                   |
|  | Avenida de Pio XII nº31                           |        | ■      |        | Pio XIIaren Etorbidea 31                                 | Pamplona    | 2 4 18                                   |
|  | Avenida de Pio XII nº9                            |        | ■      |        | Pio XIIaren Etorbidea 9                                  | Pamplona    | 4 18                                     |
|  | Avenida del Ejército (Ciudadela)                  |        | ■      |        | Armada Etorbidea (Ziudadela)                             | Pamplona    | 8 10 18                                  |
|  | Avenida del Conde Oliveto nº3                     |        | ■      |        | Oliveto Kontearen Etorbidea 3                            | Pamplona    | 1 2 3 4 5 8 9 10 11 12 17 18 20 21 23 25 |
|  | Paseo de Sarasate                                 |        | ■      |        | Sarasatearen Pasealekua                                  | Pamplona    | 3 8 10                                   |

## Tráfico
| Año  | Pasajeros | Variación |
| ---- | --------- | --------- |
| 2018 | 541 150   | ▲ 3,9%    |
| 2019 | 561 985   | ▲ 3,9%    |

## Futuro
No se prevén nuevas extensiones o modificaciones del servicio por ahora.